# Hearts on Parade
Hearts on Parade est le troisième album enregistré par le groupe American Hi-Fi, en février 2005.

## Titres de l’album
| No  | Titre                   | Durée |
| --- | ----------------------- | ----- |
| 1.  | Maybe Won't Do          | 3:26  |
| 2.  | Hell Yeah!              | 3:06  |
| 3.  | The Geeks Get the Girls | 2:50  |
| 4.  | We Can't Be Friends     | 3:22  |
| 5.  | Something Real          | 3:50  |
| 6.  | Highs and Lows          | 3:17  |
| 7.  | The Everlasting Fall    | 3:29  |
| 8.  | Separation Anxiety      | 3:35  |
| 9.  | Baby Come Home          | 2:51  |
| 10. | Where Did We Go Wrong   | 3:06  |
| 11. | Hearts on Parade        | 7:55  |